# Niki Ganahl
Nikolaus „Niki“ Ganahl (* 7. September 1956 in Galtür; † 29. August 2015 in Ischgl) war ein österreichischer Musiker, Après-Ski-Entertainer, Gastronom, Landwirt, Skilehrer, Skiführer und Skirennläufer. Er war verheiratet und Vater von vier Söhnen.

## Karriere
Die sportliche Karriere von Niki Ganahl begann im Schülerkader des ÖSV (Österreichischer Skiverband). Mit 16 Jahren kam er in die C-Mannschaft, mit 17 in die B-Mannschaft und mit 19 trat er in die Nationalmannschaft ein, fuhr fortan mit Franz Klammer, Hansi Hinterseer oder Klaus Heidegger im Weltcup und erzielte viele Erfolge im Europacup. Bei einem schweren Unfall beim Slalom auf dem Turnadipass 1975 zog sich Ganahl eine Knieverletzung zu, in deren Folge er den aktiven Skirennsport beenden musste.
Danach war Ganahl als Skilehrer, Ausbilder und Trainer u. a. im Bundessportheim Obergurgel/Ötztal sowie in der Bildungsanstalt für Leibeserziehungen in Wien tätig. Im Sommer betreute Niki Ganahl als Aufsichtsjäger die 10.000 Hektar große Rothschild-Jagd in Ischgl und Mathon. Später war Ganahl als Unternehmer in der Hotellerie und Landwirtschaft sowie als Musiker und Après-Ski-Entertainer tätig. Niki Ganahl war 12 Jahre Gemeinderat sowie 20 Jahre im Aufsichtsrat und davon 7 Jahre im Vorstand des Tourismusverbandes Ischgl. Außerdem war Ganahl Organisator verschiedener Events (z. B. Fußball-Turniere, Biker- oder Cabrio-Treffen) und Mitbegründer der Ischgl-Bikeracademy.

## Piz Buin und Nikis Stadl
1981 errichtete Niki Ganahl das 4-Sterne Hotel Piz Buin und anschließend den angeschlossenen Après-Ski-Treff Niki’s Stadl, wo Ganahl zunächst als DJ und dann täglich als Entertainer und Sänger auftrat. Später folgten zudem Auftritte auf Mallorca, Luxemburg und Deutschland sowie gemeinsame Shows u. a. mit Olaf Henning, Antonia aus Tirol, Peter Wackel oder Mickie Krause. Fans begleiteten Niki Ganahl zudem bei seinen Kreuzfahrten und Reisen in den Sommermonaten. 2009 gewann Niki’s Stadl den ‚Touristic Award -- Best – Apres Ski Hütte 2010‘ für die beste Après-Ski-Hütte im Alpenraum.
Neben Hotel Piz Buin und Niki’s Stadl betrieb Ganahl auch die Wildererhütte, den Wildpark Silvretta sowie die Landwirtschaft Unterschrofner Hof mit eigener Käserei, Imkerei und Metzgerei.

## Diskografie und Auszeichnungen
Niki Ganahl galt als Musiker der Après-Ski-Musikszene. Bekannt wurde er mit dem Song I bin der Ötzi, der nach dem Fund der Gletschermumie Ötzi (1991) aufgenommen wurde. Infolge der Berichterstattung über den Fund wurde der Song in deutschsprachigen Rundfunk- und TV-Sendern gespielt. 2005 wurde Ganahl der Titel "Mister Top of the Mountains" verliehen, 2006 gewann er den Award für die beste Bühnenperformance. Als letztes sind u. a. folgende Alben von Niki Ganahl erschienen:
- 1991 I bin der Ötzi
- 1991 In Niki’s Stadl paze nova
- 1992 Ein Stern geht auf
- 1996 Nikis’ Stadlzeit
- 1997 Ischgl du mein Traum (weitere Folgen I-VII)
- 2004 Männer aus den Bergen
- 2005 Gemma miteinander Skifahren
- 2007 So a schöner Tag
- 2008 Wir haben Ischgl überlebt
- 2008 Raum ohne Grenzen (zur Europa-Partnerschaft Schengen/Ischgl)
- 2009 Nikis Stadl Hits - Die Party
- 2010 Haflinger Pferde (offizieller Song zur Haflinger Weltausstellung 2010)

Niki Ganahl wurde mit fünf Goldenen CDs ausgezeichnet (für Gemma miteinander Skifahrn, Tiroler Schnee, Wir sind eine große Familie, Dem Land Tirol die Treue und Partyfever). Ganahl veröffentlichte auch ein Fotobuch über eine Reise nach Dubai.